# Cappella di Rosslyn
La cappella di Rosslyn, nota anche col nome di cappella di San Matteo, è una chiesa situata a Roslin, nel Midlothian in Scozia (vicino ad Edimburgo). La costruzione ebbe inizio precisamente il 21 settembre del 1446, ad opera di William Sinclair, I Conte di Caithness (membro della nobilissima famiglia Sinclair) e terminò quattro anni dopo, il 21 settembre 1450, giorno dell'equinozio d'autunno.
La chiesa fu dedicata a san Matteo apostolo ed evangelista proprio perché il 21 settembre corrisponde nel calendario gregoriano al giorno di san Matteo.

## Architettura
La struttura si caratterizza in modo particolare per le intense e bellissime decorazioni presenti sulle colonne.
All'interno della chiesa si trovano anche due colonne particolari denominate "del maestro" e "dell'apprendista". Lo stesso Sinclair aveva disegnato una colonna molto elaborata e di forma molto originale. Si narra che il maestro scalpellino non fosse in grado di realizzare la colonna voluta da Sinclair, ma l'apprendista ebbe in sogno i segreti per poterla creare a perfezione e ci riuscì. Il maestro per invidia creò così un'altra colonna, ma quest'ultima, anche se particolare, non arrivò mai alla bellezza di quella dell'apprendista.

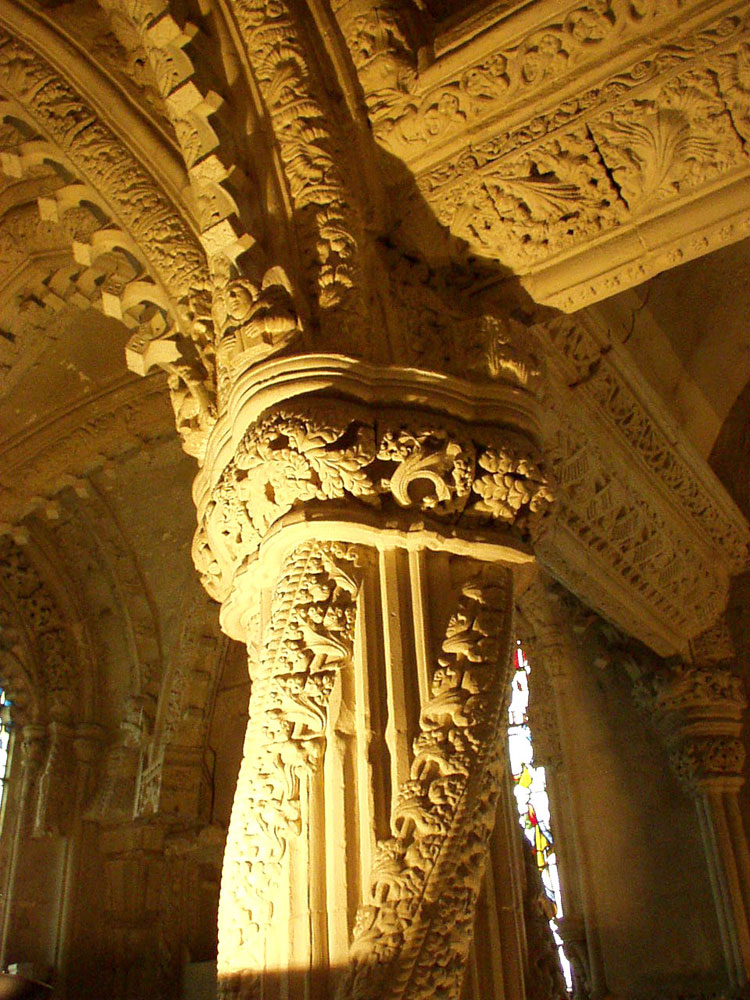
La colonna dell'apprendista

## Miti e leggende
Oltre al famoso soffitto indecifrabile, la cappella si distingue anche per una serie di curiosi miti e leggende sorte su di essa e attorno ad essa: infatti, pur essendo stata costruita più di un secolo dopo la fine dei Templari, essa presenta diversi elementi che richiamerebbero la simbologia ad essi associata (come ad esempio le raffigurazioni di un "cavallo con due cavalieri").
A supporto di questa tesi vi è tra l'altro la leggenda che la cappella di Rosslyn sia stata costruita "imitando" l'architettura del leggendario Tempio di Salomone: mettendo a paragone la pianta della Chiesa di Salomone e quella di Rosslyn, si può notare che la forma è identica.
Stando ad alcuni studiosi, la cappella di Rosslyn sarebbe il luogo dove sarebbe (o è stato) custodito il sacro Graal, che si narra fosse nascosto nella colonna dell'apprendista; ipotesi ripresa dallo scrittore Dan Brown nel suo romanzo Il codice da Vinci.
Leggenda vuole che uno studioso recatosi nella chiesa con un cercametalli avesse ispezionato tutta la colonna: arrivato a metà colonna, il metal detector cominciò a suonare, ma l'autorizzazione per compiere delle ricerche approfondite non è però mai stata concessa.
Altri studiosi però hanno negato sia la similitudine col tempio di Salomone che qualsiasi simbologia templare. Secondo Mark Oxbrow e Ian Robertson «la cappella di Rosslyn assomiglia al tempio di Salomone come un mattone assomiglia a un libro», mentre il bassorilievo templare spesso citato mostra un solo cavaliere e la seconda figura è un angelo che tiene una croce. La famiglia St. Clair (poi divenuta Sinclair) inoltre non era in buoni rapporti con i templari, tanto che William St. Clair, nel processo tenuto ad Edimburgo nel 1309, testimoniò in loro sfavore. Molte delle sculture che oggi si vedono nella cappella  non risalgono all'epoca dell'edificazione ma alla seconda metà dell'Ottocento, quando la cappella in rovina venne restaurata dall'architetto David Bryce, che era massone. I tanto discussi "angeli massonici" della parete est infatti sono stati aggiunti in occasione di quei lavori, come moltissime altre sculture negli archi e nelle volte. Lo stesso Robert St. Clair-Erskine, divenuto quarto conte di Rosslyn nel 1866, fu Gran Maestro della Gran Loggia di Scozia dal 1870 al 1873.